# Анісімков Віктор Семенович
Віктор Семенович Анісімков (нар. 13 травня 1970) — український футболіст, який грав на позиції захисника. Найбільш відомий за виступами в клубах української вищої ліги «Металург» із Запоріжжя та «Кривбас».

## Кар'єра футболіста
Віктор Анісімков розпочав виступи на футбольних полях в аматорській команді «Гірник» з Павлограда в 1988 році. Наступного року він дебютував у командах майстрів в складі команди радянської другої ліги «Промінь» з Владивостока. У 1991 році Анісімков став гравцем команди другої нижчої ліги «Шахтар» з Павлограда, яка з 1992 року розпочала виступи в першій українській лізі. У складі павлоградської команди футболіст грав до кінця 1992 року, а на початку 1993 року перейшов до складу команди української вищої ліги «Металург» із Запоріжжя, проте зіграв у її складі лише 7 матчів, та на початку сезону 1993—1994 років перейшов до іншого клубу вищої української ліги «Кривбас», у складі якого зіграв лише 2 матчі. На початку 1994 року Анісімков грав у складі команди другої української ліги «Медіта» з Шахтарська. Сезон 1994—1995 років футболіст розпочав у команді першої ліги «Хімік» з Сєвєродонецька, проте після проведених 6 матчів перебрався до другого складу донецького «Шахтаря», який грав у другій лізі. На початку 1995 року Анісімков перейшов до складу команди першої ліги «Бажановець» з Макіївки, перейменованої пізніше на «Шахтар», у складі якої грав до кінця сезону 1995—1996 років.
На початку сезону 1996—1997 років Віктор Анісімков стає гравцем команди першої ліги «Поліграфтехніка» з Олександрії, проте вже за короткий час переходить до складу аматорського клубу «Південьсталь», а на початку 1997 року стає гравцем клубу другої російської ліги «Волгар-Газпром» з Астрахані. Наступного року футболіст грав у складі іншої команди російської другої ліги «Металург» з Красноярська. У 1999 році Анісімков грав у складі команди російської другої ліги «Спартак» (Луховиці). У 2000 році український захисник грав у складі клубу російської другої ліги «Краснознаменськ». У 2002 році футболіст грав також у складі друголігового російського клубу «Спартак-Кавказтрансгаз». У 2003 році Анісімков грав у складі російської аматорської команди «Волга» (Твер) та команди другої російської ліги «Локомотив-НН». У 2005 році футболіст повернувся в Україну, де грав у складі аматорської команди «Юлія» (Першотравневе), після чого завершив виступи на футбольних полях.